# Acanthomurus setosus
Acanthomurus setosus är en urinsektsart. Acanthomurus setosus ingår i släktet Acanthomurus och familjen Isotomidae.

## Underarter
Arten delas in i följande underarter:
- A. s. setosus
- A. s. violaceus